# Adil Shamasdin
Adil Shamasdin (Toronto, 23 mei 1982) is een tennisspeler uit Canada, die voornamelijk uitkomt in het heren-dubbel tennistoernooi. In augustus kwam hij in de ATP-top 100, eerder dat jaar speelde hij samen met James Cerretani op Roland Garros in het herendubbel.

## Palmares

### Dubbelspel
| Nr.                                       | Datum             | Toernooi         | Ondergrond    | Partner               | Tegenstanders in finale              | Score               | Details |
| ----------------------------------------- | ----------------- | ---------------- | ------------- | --------------------- | ------------------------------------ | ------------------- | ------- |
| Gewonnen finales heren dubbel             |                   |                  |               |                       |                                      |                     |         |
| 1.                                        | 6 februari 2011   | ATP Johannesburg | Hardcourt     | James Cerretani       | Scott Lipsky Rajeev Ram              | 6-3, 3-6, [10-7]    | Details |
| 2.                                        | 12 april 2015     | ATP Casablanca   | Gravel        | Rameez Junaid         | Rohan Bopanna Florin Mergea          | 3-6, 6-2, [10-7]    | Details |
| 3.                                        | 27 mei 2017       | ATP Lyon         | Gravel        | Andrés Molteni        | Marcus Daniell Marcelo Demoliner     | 6-3, 3-6, [10-5]    | Details |
| Verloren finales heren dubbel             |                   |                  |               |                       |                                      |                     |         |
| 1.                                        | 10 juli 2011      | ATP Newport      | Gras          | Johan Brunström       | Matthew Ebden Ryan Harrison          | 6-4, 3-6, [5-10]    | Details |
| 2.                                        | 7 februari 2016   | ATP Sofia        | Hardcourt (i) | Philipp Oswald        | Wesley Koolhof Matwe Middelkoop      | 7-5, 6-7(9), [6-10] | Details |
| Gewonnen finales heren dubbel challengers |                   |                  |               |                       |                                      |                     |         |
| 1.                                        | 29 november 2009  | Puebla           | Hardcourt     | Vasek Pospisil        | Guillermo Olaso Pere Riba            | 7-6(7), 6-0         |         |
| 2.                                        | 16 mei 2010       | Biella           | Gravel        | James Cerretani       | Dustin Brown Alessandro Motti        | 6-3, 2-6, [11-9]    |         |
| 3.                                        | 12 september 2010 | Rijeka           | Gravel        | Lovro Zovko           | Carlos Berlocq Ruben Ramirez Hidalgo | 1-6, 7-6(9), [10-5] |         |
| 4.                                        | 13 februari 2011  | Quimper          | Hardcourt (i) | James Cerretani       | Jamie Delgado Jonathan Murray        | 6-3, 5-7, [10-5]    |         |
| 5.                                        | 12 juni 2011      | Nottingham       | Hardcourt     | Rik De Voest          | Treat Huey Izak Van der Merwe        | 6-3, 7-6(9)         |         |
| 6.                                        | 18 maart 2012     | Guadalajara      | Hardcourt     | James Cerretani       | Tomasz Bednarek Olivier Charroin     | 7-6(5), 6-1         |         |
| 7.                                        | 4 november 2012   | Eckental         | Tapijt (i)    | James Cerretani       | Tomasz Bednarek Andreas Siljestrom   | 6-3, 2-6, [10-4]    |         |
| 8.                                        | 11 november 2012  | Loughborough     | Hardcourt (i) | James Cerretani       | Purav Raja Sivij Sharan              | 6-4, 7-5            |         |
| 9.                                        | 6 januari 2013    | Sao Paulo        | Hardcourt     | James Cerretani       | Federico Delbonis Renzo Olivo        | 6-7(5), 6-1, [11-9] |         |
| 10.                                       | 6 april 2014      | Guadeloupe       | Gravel        | Tomasz Bednarek       | Gero Kretschmer Michael Venus        | 7-5, 6-7(5), [10-8] |         |
| 11.                                       | 4 mei 2014        | Tunis            | Gravel        | Pierre-Hugues Herbert | Stephan Fransen Jesse Huta Galung    | 6-3, 7-6(5)         |         |
| 12.                                       | 27 juli 2014      | Lexington        | Hardcourt     | Peter Polansky        | Chase Buchanan James McGee           | 6-4, 6-2            |         |
| 13.                                       | 28 september 2014 | Napa             | Hardcourt     | Peter Polansky        | Bradley Klahn Tim Smyczek            | 7-6, 6-1            |         |
| 14.                                       | 12 oktober 2014   | Tiburon          | Hardcourt     | Bradley Klahn         | Carsten Ball Matt Reid               | 7-5, 6-2            |         |

## Prestatietabel
| Legenda | Legenda                          |
| ------- | -------------------------------- |
| g.t.    | geen toernooi gehouden           |
| l.c.    | lagere categorie                 |
| –       | niet deelgenomen                 |
| G       | uitgeschakeld in de groepsfase   |
| 1R      | uitgeschakeld in de eerste ronde |
| 2R      | uitgeschakeld in de tweede ronde |
| 3R      | uitgeschakeld in de derde ronde  |
| 4R      | uitgeschakeld in de vierde ronde |
| KF      | uitgeschakeld in de kwartfinale  |
| HF      | uitgeschakeld in de halve finale |
| F       | de finale verloren               |
| W       | het toernooi gewonnen            |
| w-v     | winst/verlies-balans             |

### Prestatietabel grand slam, enkelspel
Shamasdin speelde tot en met 2011 niet in het enkelspel op een grandslamtoernooi.

### Prestatietabel dubbelspel
| Grandslamtoernooien   |               |               |      |               |               |               |     |       |
| Australian Open       | –             | –             | 2R   | –             | –             | 1R            | 1R  | 1-3   |
| Roland Garros         | 1R            | 1R            | 2R   | –             | –             | 1R            | –   | 1-4   |
| Wimbledon             | –             | 2R            | –    | –             | –             | 1R            | KF  | 4-3   |
| US Open               | –             | 1R            | –    | –             | –             | 3R            |     | 2-2   |
| Winst-verlies         | 0-1           | 1-3           | 2-2  | 0-0           | 0-0           | 2-4           | 3-2 | 8-12  |
| Tennis Masters Cup    |               |               |      |               |               |               |     |       |
| ATP World Tour Finals | –             | –             | –    | –             | –             | –             |     | 4-3   |
| ATP Masters 1000      |               |               |      |               |               |               |     |       |
| Indian Wells          | –             | –             | –    | –             | –             | –             |     | 0-0   |
| Miami                 | –             | –             | –    | –             | –             | –             |     | 0-0   |
| Monte Carlo           | –             | –             | –    | –             | –             | –             |     | 0-0   |
| Rome                  | –             | –             | –    | –             | –             | –             |     | 0-0   |
| Madrid                | –             | –             | –    | –             | –             | –             |     | 0-0   |
| Montréal/Toronto      | 1R            | 1R            | 1R   | 1R            | 1R            | 1R            |     | 0-6   |
| Cincinnati            | –             | –             | –    | –             | –             | –             |     | 0-0   |
| Shanghai              | –             | –             | –    | –             | –             | –             |     | 0-0   |
| Parijs                | –             | –             | –    | –             | –             | –             |     | 0-0   |
| Olympische Spelen     |               |               |      |               |               |               |     |       |
| Olympische Spelen     | geen toernooi | geen toernooi | –    | geen toernooi | geen toernooi | geen toernooi |     | 0-0   |
| Statistieken          |               |               |      |               |               |               |     |       |
| Totaal aantal titels  | 0             | 1             | 0    | 0             | 0             | 1             | 0   | 2     |
| Totaal winst-verlies  | 1-6           | 15-15         | 4-12 | 2-7           | 4-7           | 16-18         | 3-7 | 45-72 |
| Eindejaarsranking     | 87            | 61            | 98   | 118           | 75            | 69            |     |       |